# 743062 Dianabeșliu
743062 Dianabeșliu è un asteroide della fascia principale. Scoperto nel 2008, presenta un'orbita caratterizzata da un semiasse maggiore pari a 2,3473437 au e da un'eccentricità di 0,1546863, inclinata di 3,16918° rispetto all'eclittica.
Dal 24 febbraio 2025 al 17 marzo 2025, quando 752263 Franciscosánchez ricevette la denominazione ufficiale, è stato l'asteroide denominato con il più alto numero ordinale. Prima della sua denominazione, il primato era di 734551 Monin.
L'asteroide è dedicato all'astrofisica rumena Diana Beșliu-Ionescu.